# Bandabardò
Bandabardò es un grupo florentino de rock y folk, principalmente acústico, formado en 1993, cuyo nombre es un homenaje a Brigitte Bardot. 

## Gira
Podría decirse que Bandabardò está permanentemente de gira, un espectáculo itinerante que en mayo de 2007 superó los mil conciertos. 

## Componentes del grupo
- Erriquez - Enrico Greppi - voz, guitarra
- Finaz - Alessandro Finazzo - voz, guitarra
- Donbachi - Marco Bachi - bajo
- Orla - Andrea Orlandini - guitarra, teclado
- Nuto - Alessandro Nutini - batería
- Cantax - Carlo Cantini - preproducción
- Ramón - José Ramón Caravallo Armas - percusión, tromba

## Discografía

### Álbumes
- Il circo mangione (1996)
- Iniziali bì-bì (1998)
- Mojito Football Club (2000)
- Bondo! Bondo! (2002)
- Tre passi avanti (2004)
- Fuori orario (2006)
- Ottavio (2008)
- Allegro ma non troppo (2010)
- Scaccianuvole (2011)
- L'improbabile (2014)

### En directo
- Barbaro tour (Grabado en Florencia, en el teatro Tenda 23/10/1998) (1999)
- Se mi rilasso... collasso (2001)

### Sencillos y miniCD
- L'inquilina del quarto piano (miniCD, 1996)
- W Fernández (1998)
- Beppeanna (1998)
- Vento in faccia (2000)
- Que nadie sepa mi sufrir (2005)

### DVD
- Vento in faccia (2004)

### Colectivos
- Prima della pioggia - Sila in festa (2002)